# 9093 Sorada
9093 Sorada este un asteroid din centura principală de asteroizi.

## Descriere
9093 Sorada este un asteroid din centura principală de asteroizi. A fost descoperit pe 16 noiembrie 1995 la Ōizumi de Takao Kobayashi. El prezintă o orbită caracterizată de o semiaxă mare de 2,64 ua, o excentricitate de 0,11 și o înclinație de 14,4° în raport cu ecliptica.